# توم كيرنز
توم كيرنز (بالإنجليزية: Tom Kearns)‏ هو لاعب كرة قاعدة ولاعب كرة قدم أمريكي، ولد في 9 نوفمبر 1859 في روتشستر في الولايات المتحدة، وتوفي في 7 ديسمبر 1938 في بوفالو في الولايات المتحدة. لعب مع London Tecumsehs ‏.

## وصلات خارجية
- توم كيرنز على موقعبيزبول رفرنس.كوم (الدوري الرئيسي) (الإنجليزية)
- توم كيرنز على موقعبيزبول رفرنس.كوم (الدوري الثانوي) (الإنجليزية)